# 越川友貴
越川 友貴（こしかわ ゆき、1993年2月22日 - ）は、日本の女性モデル。千葉県船橋市出身。47AGENT所属。
夫は歯科医師でありタレントの稲葉将太。

## 略歴
小学生時代に養成所に通ったことがあったが、雑誌を見てモデルの仕事を開始する。2010年7月、総合格闘技団体「ZST」のラウンドガールに就任。当時17歳であった。
高校卒業後は某IT企業でアルバイトをしていたが、2015年「宮本サキ」の芸名でハーツインターナショナルに所属しモデル業を再開。レースクイーン活動や東京オートサロン、東京ゲームショウ等のイベントに出演した。
その後本名の「越川友貴」に活動名義を戻し、ミス・ユニバース・ジャパン2017千葉大会では審査員特別賞（八千代市長賞）を受賞。2017年5月、ミス・スプラナショナル日本代表に選出される。
2017年10月24日、一般公募153名の中から『2018トリンプ・イメージガール』に選ばれる。千葉県出身モデルがトリンプのイメージガールになったのは史上初。2012年度以降2名選出が続いていた同イメージガールとしては7年ぶりの単独選出となった。
2017年12月1日、ポーランドで開催されたミス・スプラナショナル2017ではTop25に選ばれた。
2019年6月、『天使のブラ®』誕生25周年記念イベントに他のトリンプ・イメージガールと共にファッションショーへ出演。

## 人物
趣味は映画鑑賞、美容研究。好きなタレントは篠原涼子。
世界遺産検定3級の資格を持っている。

## 出演

### レースクイーン

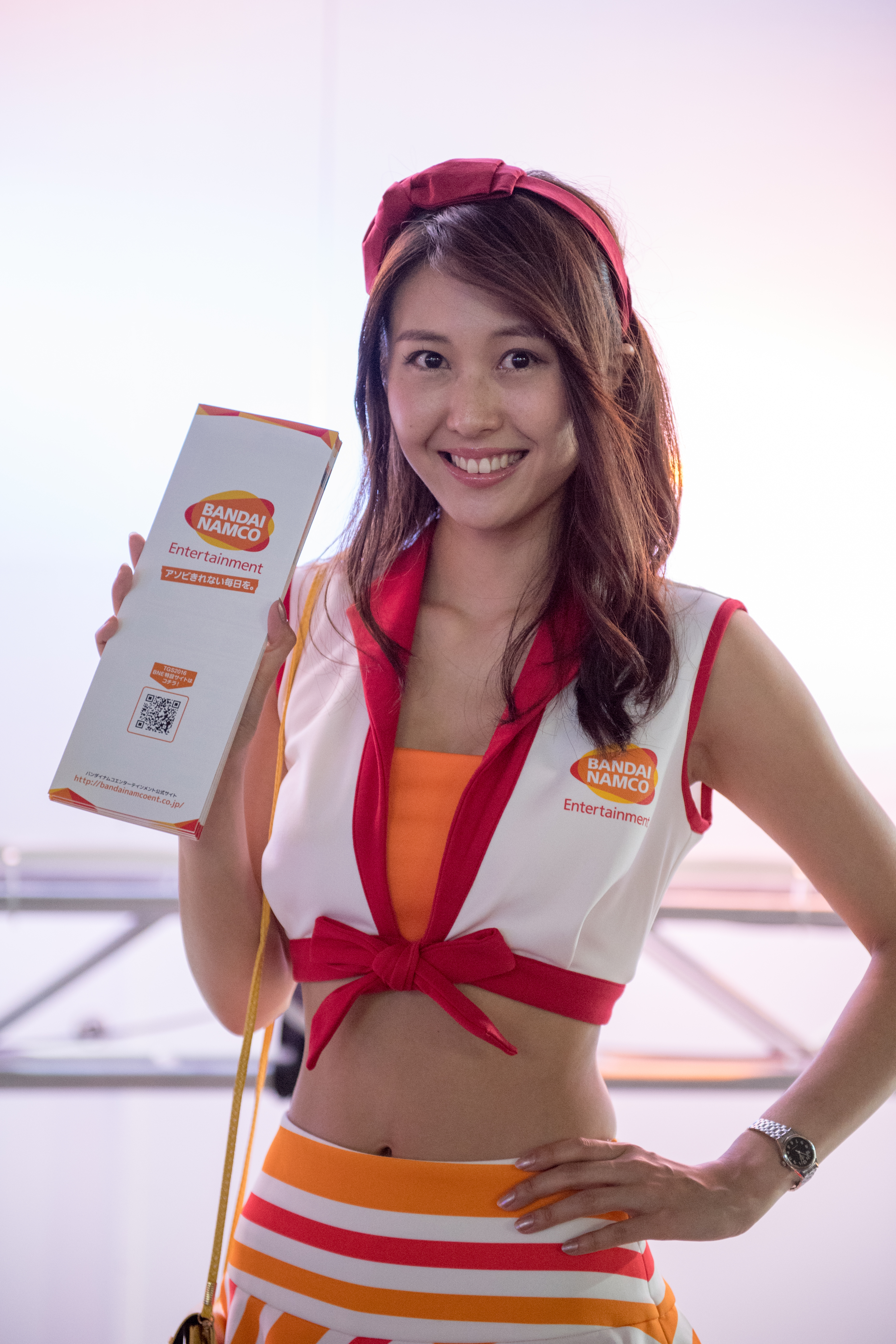
東京ゲームショウ2016にて

| 年     | カテゴリー                    | チーム名                               | 他メンバー |
| ------ | ----------------------------- | -------------------------------------- | ---------- |
| 2016年 | SUPER GT スーパーフォーミュラ | TEAM TOM'S「バンテリンレースクイーン」 | 黒崎まゆ   |
| 2016年 | 鈴鹿8時間耐久ロードレース     | au・テルル・kohara RTレースクイーン    | 今井みどり |

### 広告
- ARMY GIRL（2016年）[21]
- トリンプ・インターナショナル （2018年度）[3][22]

### イベント
- 国際福祉機器展「日本ケアコミュニケーションズブース」（2015年10月）[23]
- 東京モーターショー2015「ダイハツブースコンパニオン」（2015年10月 - 11月）[24]
- 東京オートサロン2016「ARMY GIRLブースモデル」（2016年1月）[1]
共演：今村仁美、日比ゆり、沖舘唯、広瀬茉夢、辻絵里華
- 教育ITソリューション「フルノシステムズブースコンパニオン」（2016年5月）[25]
- 東京ゲームショウ「バンダイナムコエンターテインメントブースコンパニオン」（2016年9月）[26]